# 디지털 영상
디지털 영상(영어: digital video)은 인코딩된 디지털 데이터(digital data)의 형태로, 움직이는 시각적 이미지(비디오)를 전자적 방식에 의해 표현한 것이다.
디지털을 사용하여 처리하는 영상 녹화 시스템의 하나로, 영상 신호로서의 아날로그 영상과 상반된다. 디지털 비디오는 연속적으로 표시된 일련의 디지털 이미지로 구성된다.

## 인터페이스, 케이블
많은 인터페이스는 압축되지 않은 디지털 영상(거의 초당 400 메가비트)을 다루기 위해 고안되어 왔다.:
- 시리얼 디지털 인터페이스
- IEEE 1394
- HDMI
- DVI
- 통합 디스플레이 인터페이스
- 디스플레이포트
- USB

다음의 인터페이스는 MPEG를 전달하기 위해 고안되어 왔다.:
- DVB-ASI

압축된 영상은 또한 이더넷 위에서 UDP-IP를 사용하여 전달된다. 이를 위해 두 개의 접근이 존재한다.:
- 영상 패킷의 래퍼(wrapper)로서 RTP를 사용
- 1-7 MPEG 전송 패킷은 UDP 패킷 안에 직접적으로 놓여짐

## 저장 포맷

### 인코딩
아래에 나열된 현재의 모든 포맷은 PCM 기반이다.
- CCIR 601 - 방송 기지국에서 쓰임
- MPEG-4 - 용량이 큰 영상은 플래시 메모리에 기록되어 온라인에 배포
- MPEG-2 - DVD와 슈퍼 VCD에 쓰임
- MPEG-1 - 비디오 CD에 쓰임
- H.261
- H.263
- H.264 - MPEG 일종이라고 보는 살마도 있는데 아니다. MPEG은개발사 이름이고 H. 은 다른 개발사이다.
- Theora - 표준화되었으나 개발 중임. 인터넷을 통한 영상에 쓰임.

### 테이프
- 베타캠, 베타캠SP, 베타캠 SX, 베타캠 IMX, 디지털 베타캠, 또는 디지베타 — 소니의 상업 비디오 시스템, 베타맥스 기술 기반
- D1, D2, D3, D5, D9 (디지털 S로 알려져 있음) — 다양한 SMPTE 상업 디지털 비디오 표준
- DV, 미니DV — 오늘날 비디오 테이프 기반의 소비자 캠코더에서 가장 많이 쓰임. 고화질, 쉬운 편집을 위해 고안됨. MPEG-2 포맷의 HDV로 기록할 수 있음
- DVCAM, DVCPRO — 전문 방송 처리에 쓰임. DV와 비슷하지만 내구성이 더 강함. DV 호환이지만 더 나은 오디오 관리 기능을 가지고 있음
- 디지털8 — 하이8 호환 카세트에 기록되는 DV 포맷 데이터
- 마이크로MV — 매우 작은, 카세트를 위한 MPEG-2 포맷 데이터. 현재 쓰이지 않음
- D-VHS — S-VHS와 비슷한 테이프에 기록하는 MPEG-2 포맷

### 디스크
- 비디오 CD (VCD)
- DVD
- HD-DVD
- 블루레이 디스크
- 소니 프로데이터

## 디지털 텔레비전
디지털 텔레비전(DTV)은 디지털 비디오의 제작 및 네트워크에서 소비자로의 전송을 의미한다. 이 기술은 1950년대 이전에 사용된 아날로그 신호 대신 디지털 인코딩을 사용한다. 아날로그 방법과 비교하여 DTV는 더 빠르며 데이터를 전송하고 공유하기 위한 더 많은 기능과 옵션을 제공한다.
디지털 텔레비전의 기원은 저렴하고 고성능의 컴퓨터의 이용과 연관이 있다. 1990년대까지 디지털 TV가 현실적인 가능성이 되지 않았다. 디지털 텔레비전은 이전에 압축되지 않은 비디오의 불합리하게 높은 대역폭 요구로 실용적으로 불가능했었는데, 표준화된 정의 텔레비전(SDTV) 신호의 경우 약 200 Mbit/s가 필요하였으며, 고화질 텔레비전(HDTV)의 경우 1 Gbit/s 이상이 필요했다.

## 같이 보기
- DV

## 참조
1. ↑  Kruger, Lennard G. (2002). 《Digital television : an overview》. Peter F. Guerrero. New York: Novinka Books. ISBN 1-59033-502-3. OCLC 50684535.
2. ↑  Reimers, U. (1998). “Digital video broadcasting”. 《IEEE Communications Magazine》 36 (6): 104–110. doi:10.1109/35.685371.
3. ↑  “2009 Nobel Prize in Physics awarded to Kao, Boyle, and Smith”. 《Physics Today》. 2009. doi:10.1063/pt.5.023739. ISSN 1945-0699.
4. ↑  “The Origins and Future Prospects of Digital Television”. Benton Foundation. 2008년 12월 23일.
5. 1 2  Barbero, M.; Hofmann, H.; Wells, N. D. (1991년 11월 14일). “DCT source coding and current implementations for HDTV”. 《EBU Technical Review》 (European Broadcasting Union) (251): 22–33. 2019년 11월 4일에 확인함.
6. ↑  James R. Janesick (2001). 《Scientific charge-coupled devices》. SPIE Press. 3–4쪽. ISBN 978-0-8194-3698-6.
7. ↑  “NextLevel signs cable deal - Dec. 17, 1997”. 《money.cnn.com》. 2018년 8월 9일에 확인함.
8. ↑  “TCI faces big challenges - Aug. 15, 1996”. 《money.cnn.com》. 2018년 8월 9일에 확인함.
9. ↑  Barbero, M.; Stroppiana, M. (October 1992). “Data compression for HDTV transmission and distribution”. 《IEE Colloquium on Applications of Video Compression in Broadcasting》: 10/1–10/5.